# Consuarans
|  | No s'ha de confondre amb Consorans. |

Els consuarans (llatí: Consuarani) foren un poble gal que vivia a la Catalunya del Nord. Habitaven el que després foren les comarques del Vallespir i del Conflent, i fins al naixement del riu Aude al Capcir. No se sap el nom de cap de les seves viles, però posteriorment apareix als itineraris Ad Cerituriones, moderna Ceret (francès Céret), que amb seguretat pertanyé a aquest poble.